# 青岛两湖会馆
36°04′01.9″N 120°19′55″E / 36.067194°N 120.33194°E
青岛两湖会馆旧址是位于中国山东省青岛市市南区大学路54号的一座会馆建筑，建于1933年，设计师为王枚生，现为大学路小学教学楼，2009年列入市南区文物保护单位。

## 历史

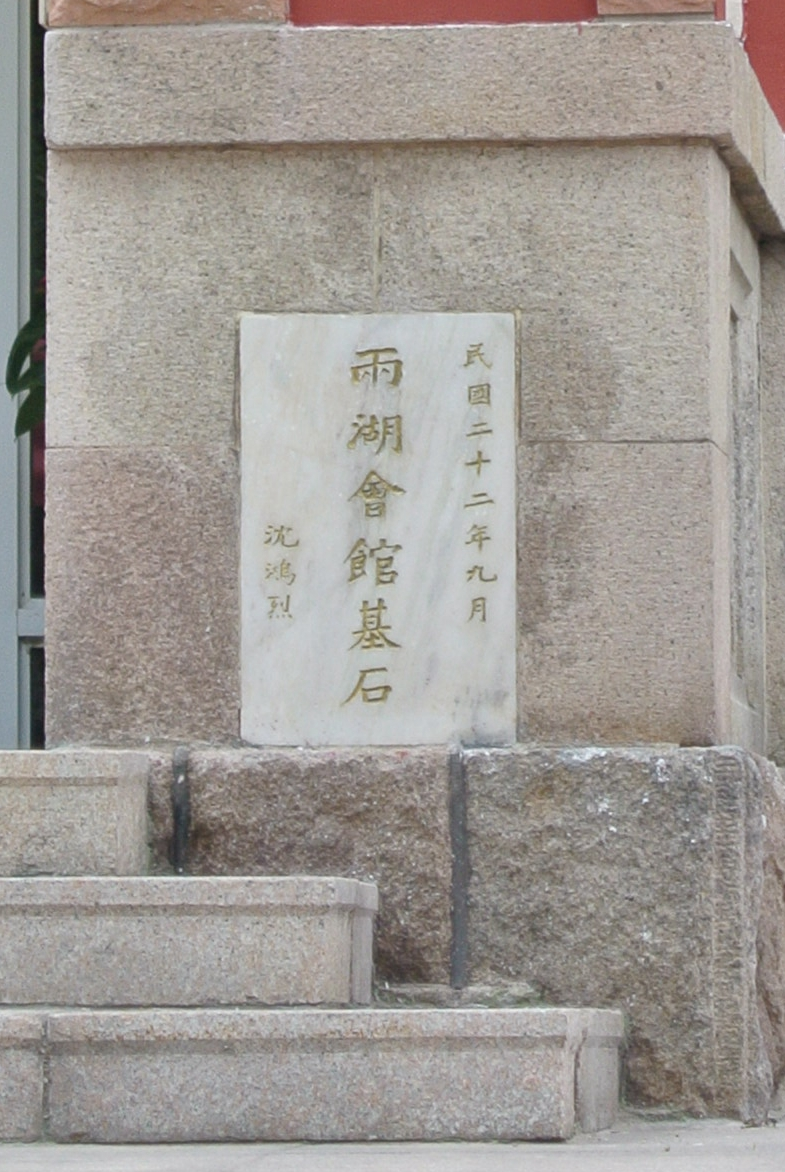
两湖会馆奠基石

直至1922年，青岛的史籍中尚无有关湘鄂两省旅青同乡组织的记录，湖南、湖北同乡会可能是1922年之后相继建立的。1933年12月版《青岛指南》记载，两省的同乡会于1932年冬提议合并，改组为两湖同乡会，时任青岛市市长沈鸿烈（湖北天门人）任董事长，刘君曼（湖南湘阴人）、向宗鼎任执年董事，会址在濮县路五号。1933年9月，位于大学路的两湖会馆奠基，设计者为建筑师王枚生，建筑商为协顺兴营造厂。
民国时期青岛的湘鄂两省籍人士中参与政治、文教者较多，经商者相对较少，除市长沈鸿烈外，市教育局局长雷法章为湖北汉川人。1945年后两湖会馆恢复活动，并于1947年相继完成了征求会员、召开全体大会进行选举、召开同乡联谊会等一系列工作，推举李宗理（后曾任青岛市立法委员）等27人为理事。同年6月的《青岛市政府职员录》记载，市政府秘书处、民政局、财政局、教育局、社会局、卫生局、教育局、工务局中有大量湖南湖北籍公务员任职，两湖会馆的影响力也随之扩大。两湖会馆有记录的最后一次活动为1948年欢宴乡耆刘承烈，市长李先良出席。
两湖会馆曾附设小学，主要招收湘鄂两省籍人士子女。1947年，教育人士吴秉衡在此创办慈幼院。1949年，两湖会馆小学与慈幼院合并为私立向民小学。1952年，向民小学与山东大学附属小学合并为青岛大学路小学，以原两湖会馆馆址为校舍，直至今日。2000年，两湖会馆旧址列入青岛市第一批历史优秀建筑名单。2009年7月27日列入第一批市南区文物保护单位。

## 建筑特色

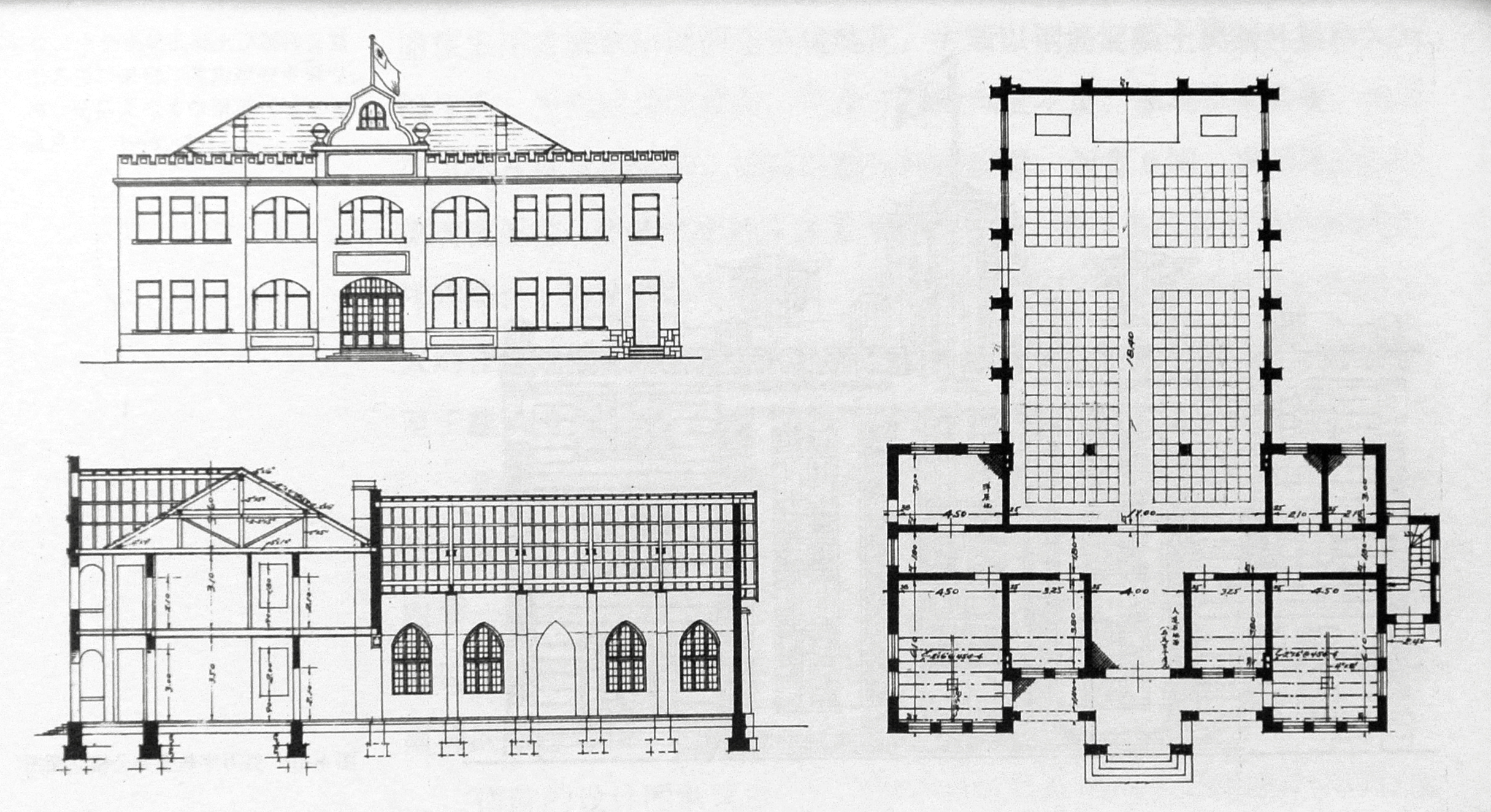
两湖会馆设计图

两湖会馆馆址位于大学路掖县路路口西北，周边多为独栋住宅，其东侧邻近国立山东大学校址（原俾斯麦兵营，现中国海洋大学鱼山路校区），环境幽静。建筑正立面朝东南，面向大学路，与两条马路各相距约10米。主体建筑由前楼和会堂组成，面积777.9平方米，总高10.2米，以花岗岩砌成基座，前楼正门下有四级踏步，与院门之间有八级台阶。建筑正立面纵向划分为五段，中间三段为敞廊，檐口为城垛式女儿墙，中央起曲线山墙。正门旁边的基座上嵌有奠基石，其铭文为沈鸿烈所题。前楼平面呈长方形，高两层，顶层设四坡屋顶，内部地板房梁等为白松木制，房间多为办公室，其后方的会堂可容纳约400余座位，山墙下原有“两湖会馆”牌匾，门楣上有“楚天在望”牌匾。门楣石制牌匾上现为“青岛大学路小学”字样，为书法家蔡省庐所题写。